# Museo della carta di Pescia
Museo della carta di Pescia din Pescia (Toscana, Italia) este singurul muzeu din Toscana care înregistrează documente, protejează și transmite publicului arta hârtiei lucrate manual. Scopul său este de a păstra arta antică de a procesa și fabrica hârtie făcută manual și de a aduce în prim plan importanța și evoluția producției de hârtie.
A fost fondat în 1996 de organisme publice și private și de companii care fac parte din Pescia Onlus Paper Museum Association, sediul său se află în Cartiera Le Carte din secolul 18, achiziționat în 2003 de această Asociație. În 2021, Muzeul a fost recunoscut drept Muzeul de Relevanță Regională de către Regiunea Toscană și a fost inclus în Rețeaua Națională de Muzee .

## Descriere
Muzeul păstrează în jur de 7.000 de piese, inclusiv forme de filigran de hârtie, ceară de filigran, foi metalice și ștampile precum și 600 de metri liniari de documente legate de fabricile antice de hârtie din Pescia care împreună compun Arhiva Istorică Magnani.
Face parte din La Via della Carta din Toscana, un proiect menit să stabilească un sistem de industrie a hârtiei la scară largă, răspândit în provinciile Lucca și Pistoia, realizat în colaborare cu cartierul de hârtie Lucca.

## Muzeu
Primele trei etaje sunt în curs de renovare în prezent (Noiembrie 2021) și se vor deschide publicului după finalizarea lucrărilor. 

### Parter

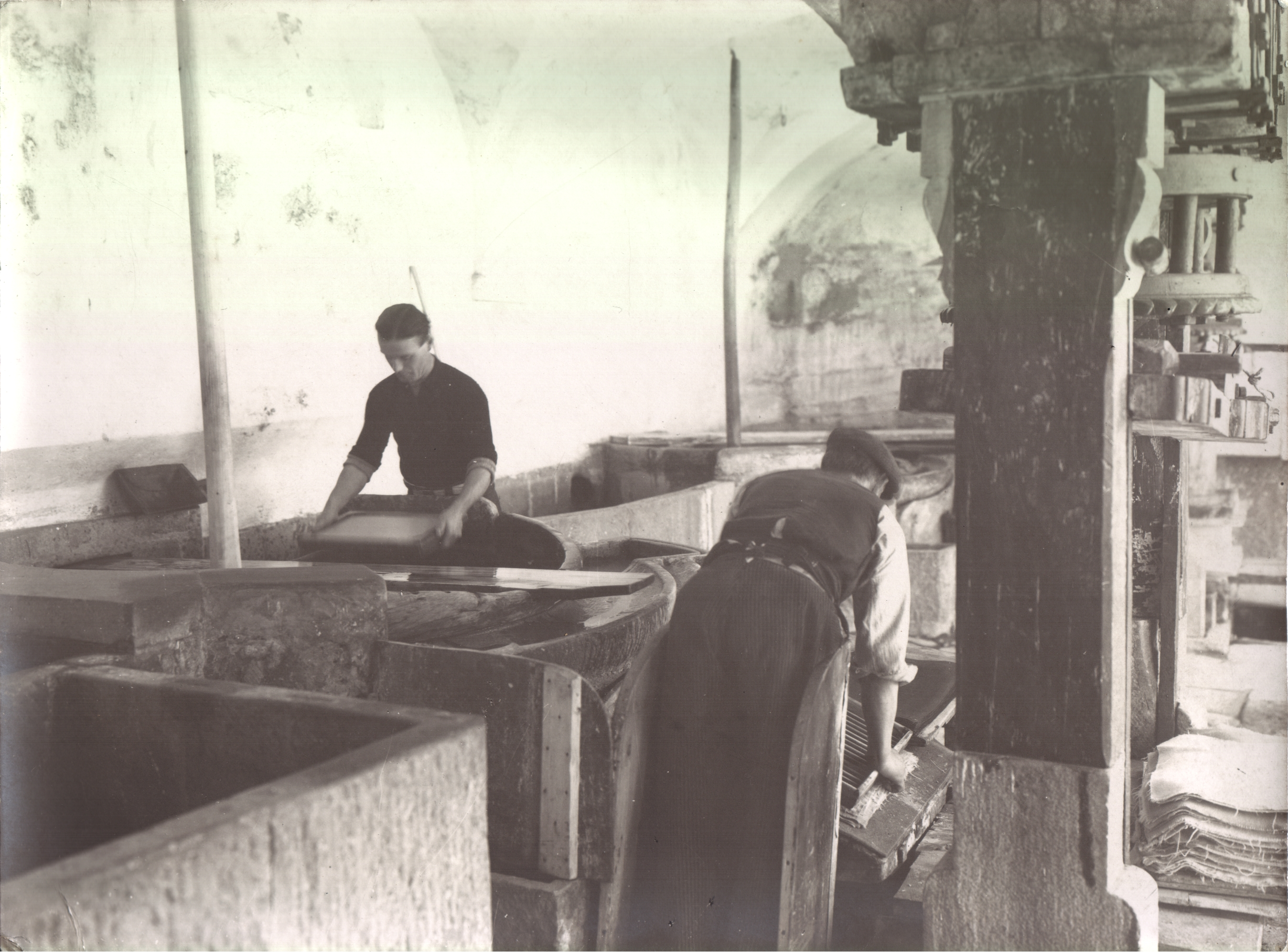
Sala dei tini.

La parter se află o cameră mare cu bolți încrucișate în care erau pe vremuri fazele de procesare care foloseau energia hidraulică. În prima cameră multimedia, o stație cu ecran tactil și o reconstrucție la scară tridimensională a clădirii vă permite să vizitați întreaga fabrică de hârtie; unele videoclipuri prezintă toate fazele de procesare legate de crearea hârtiei realizate manual, de la sosirea baloților de cârpe, până la ramurile de hârtie; o voce narativă urmează imaginea cu texte din cartea lui Carlo Magnani, Memories of a card maker. O a doua stație cu ecran tactil vă permite să descoperiți colecțiile muzeului.

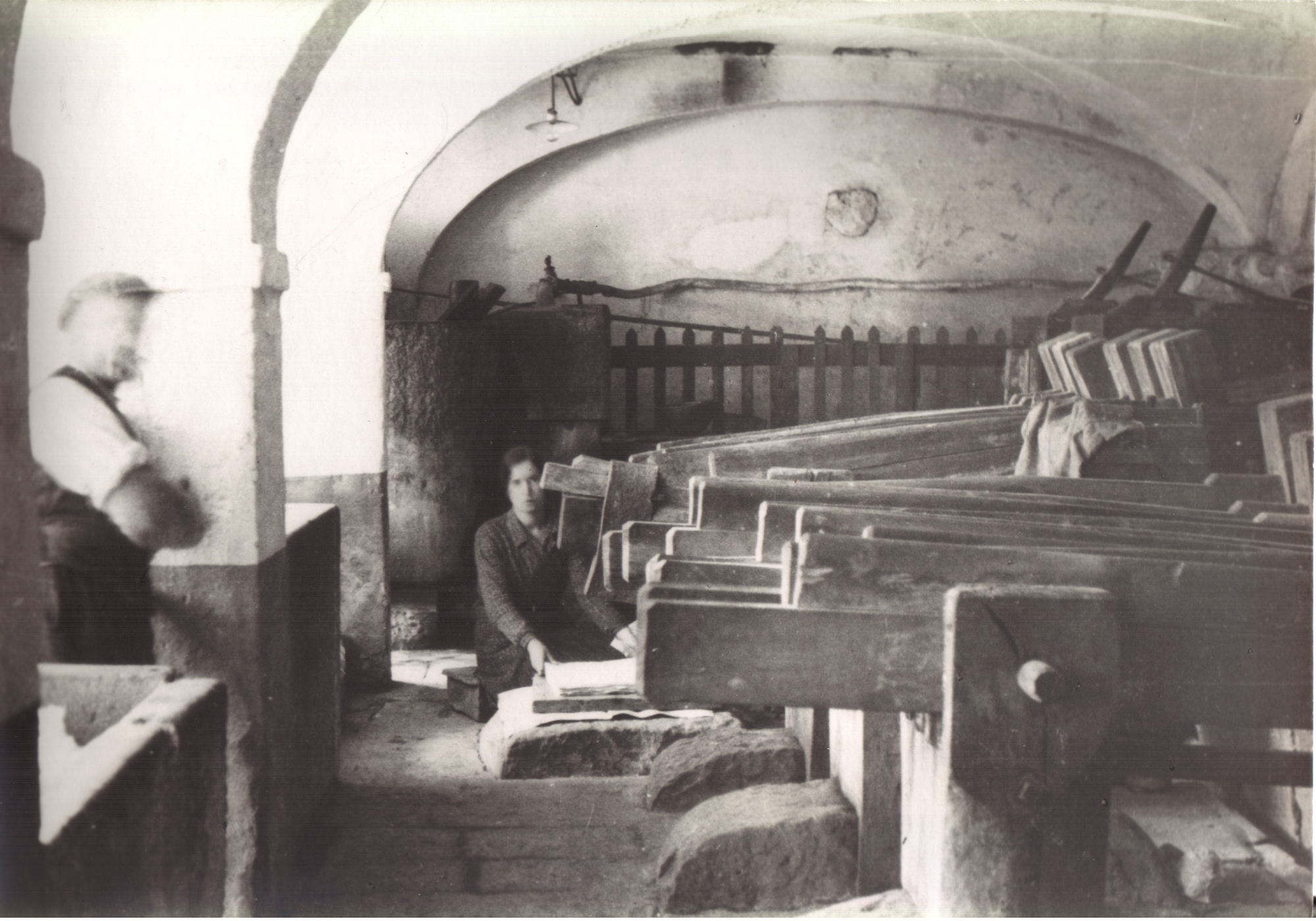
Sala delle pile e del maglio.

Turul continuă în Sala dei Tini care a fost restaurată, în care putem asista la crearea hârtiei realizate manual de către cei mai buni producători ai Companiei Carlo Magnani Pescia; apoi mergeți la Sala delle Pile a maglio; în final vizitați Sala delle Filigrane a arhivei istorice Magnani, unde sunt expuse o selecție de forme de hârtie cu filigran.

### Etajul întâi
Aici găsim Bottega, locul în care hârtia era lăsată să se usuce și unde toată munca pregătitoare avea loc, de la selecție la realizarea marginilor și apoi plierea plicurilor.

### Etajul al doilea
Această parte a clădirii este rezervată apartamentelor muncitorilor care trăiau în interiorul fabricii de hârtie. Odată restaurate, spațiile vor adăposti depozitul vizitabil al colecțiilor permanente.

### Etajul al treilea
Această parte a clădirii, dotată cu "ferestre" caracteristice cu închizători ajustabile, este numit un spanditoio; era folosit pentru a usca foilor de hârtie realizate. Spanditoio va avea o sală de conferințe, o sală educațională și spații pentru expoziții temporare.

## Cartiera Le Carte

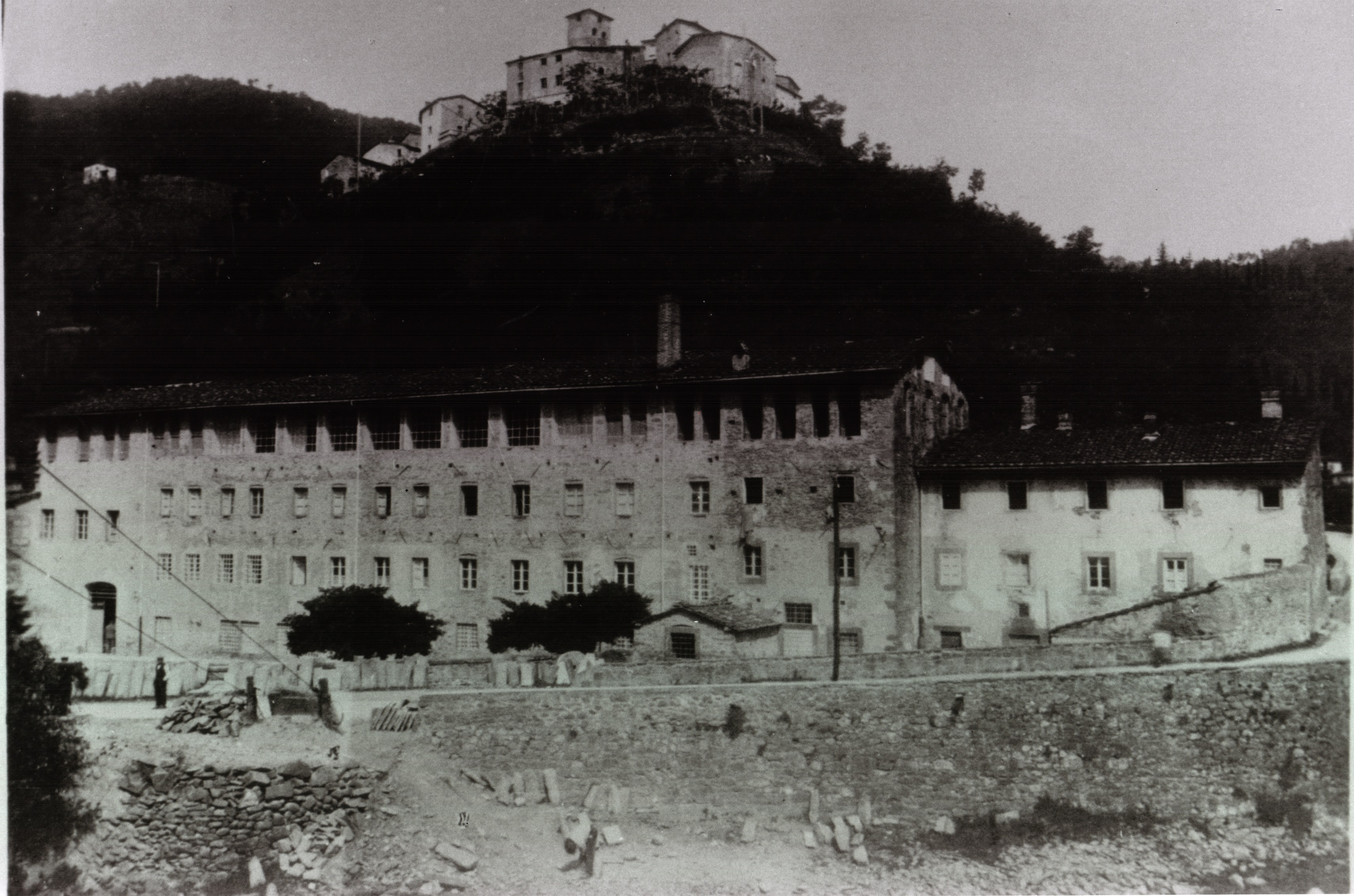
Cartiera Le Carte în 1929

Vechea fabrică de hârtie, numită Le Carte, este una din cele mai importante monumente de arheologie industrială din zonă. Este reprezentativă tipului de model de dezvoltare a producției de hârtie Genezo-Toscană din Evul Mediu și din întreaga eră modernă, în ceea ce privește locația, aproape în centrul "cartierului de hârtie" al pârâului Pescia, atât pentru canoanele arhitecturale cât și pentru echipamentul antic pe care le mai păstrează.
Construit în 1712, a fost extins în 1725 de către familia Ansaldi care a vândut-o apoi lui Agostino Calmari în 1825. În 1860 a fost achiziționată de familia Magnani și a continuat să producă hârtie realizată manual până în 1992. 

### Restaurare
După achiziția clădirii, Pescia Onlus Paper Museum Association a demarat un proiect de renovare a spațiilor pentru a proteja aspectele istorice și pentru a permite muzeului să fie deschis. Lucrările presupun împărțirea fabricii de hțrtie în trei zone:
- aripa de vest, care a fost deja restaurată, unde se află Arhiva Istorică Magnani;
- aripa centrală în care se va afla muzeul cu toate utilajele folosite în producția hârtiei și aproximativ 7000 de piese care compun  colecțiile;
- aripa estică în care se va afla intrarea în muzeu, casa de bilete, magazinul și birourile.

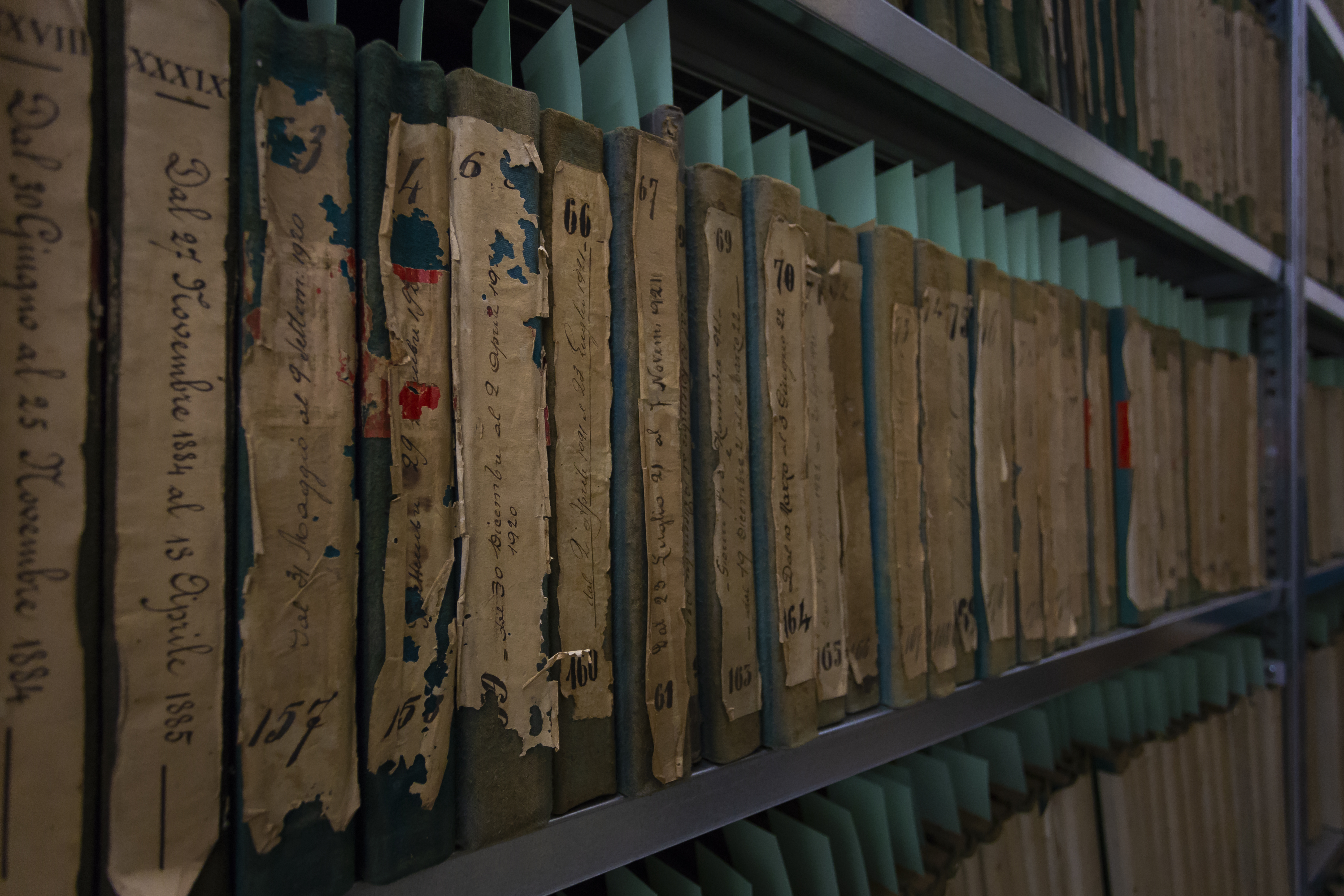
Arhiva Istorică Magnani

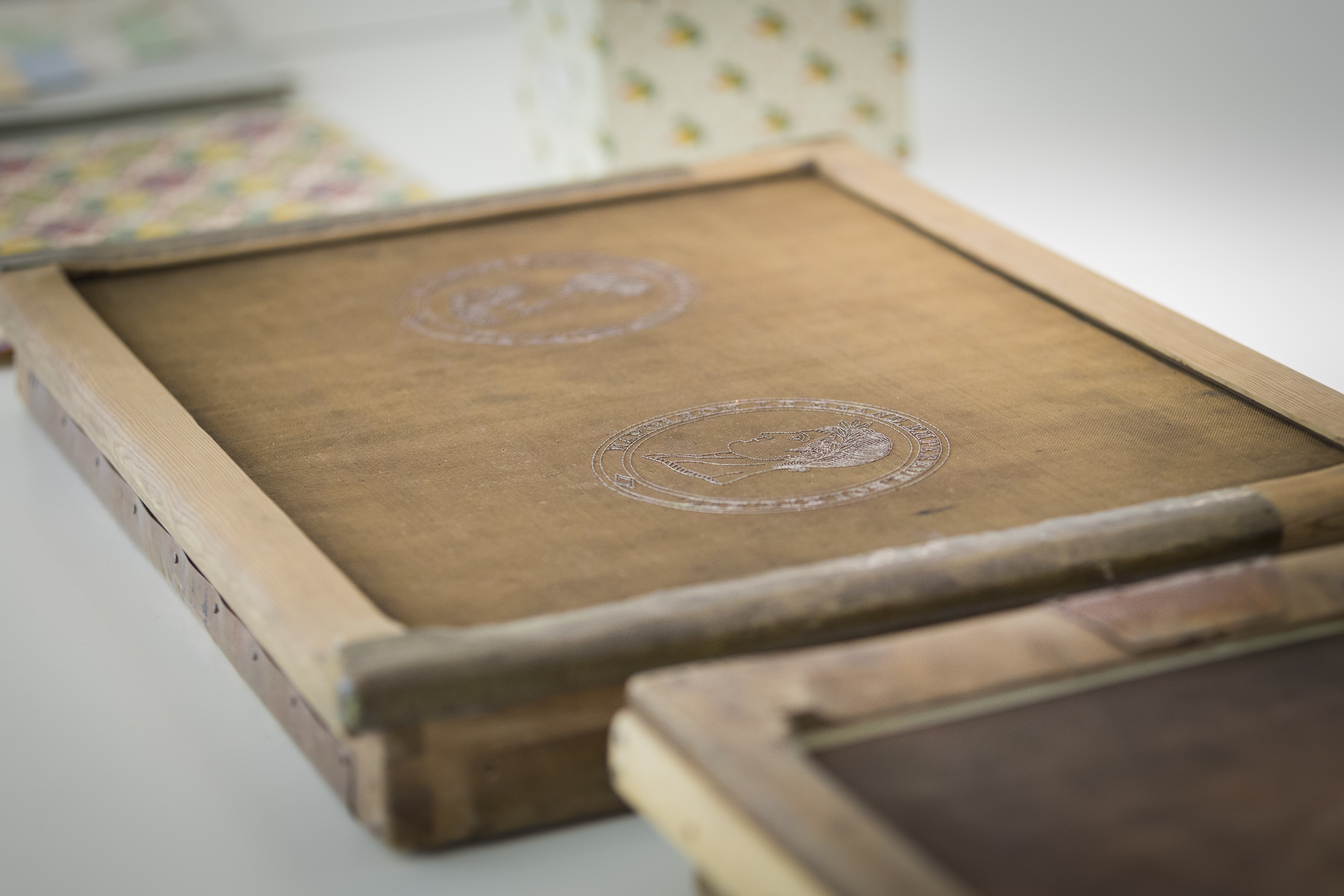
Arhiva Istorică Magnani. Filigrain

## Arhiva Istorică Magnani
Arhiva a fost plasată în 2016 în prima aripă restaurată a clădirii. Acolo se află documentele istorice ale companiei Magnani dintre secolul 18 și primii ani din secolul 21; printre ele se află documentele personalului, registrele companiei, scrierile și actele lui Carlo Magnani. Prin această documentație a fost posibilă restaurarea activității istorice a fabricii de hârtie și a legăturilor antreprenoriale a companiei Magnani cu alte industrii din Italia și din străinătate. Arhiva în prezent (2021) se află la etapa de comandă.

## Impresa Sociale Magnani Pescia Srl
În 2018, Muzeul a creat Impresa Sociale Magnani Pescia Srl care, după un schimb de generații de talente, a continuat producția hârtiei cu filigran realizată manual sub marca lui Enrico Magnani Pescia.

## Weblinks
- „Museo della Carta di Pescia. Sito ufficiale”. Accesat în 16 noiembrie 2021.
- „Collezioni Museo della Carta di Pescia”. Accesat în 16 noiembrie 2021.
- „Museo della Carta di Pescia. Canale YouTube”. Accesat în 16 noiembrie 2021.